# Besteck (Treppe)

Besteck einer Treppe

Der Besteck ist ein Begriff aus dem Treppenbau, der bei eingestemmten und eingeschobenen Holztreppen verwendet wird. Er gibt an, um welches Maß die Treppenwange über die Treppenstufe hinausragt.
- a ist der obere senkrechte Besteck[2]
- b ist der obere winkelrechte Besteck
- c ist der untere senkrechte Besteck[2]
- d ist der untere winkelrechte Besteck